# 유승진 (만화가)
유승진(1982년 ~ )은 대한민국의 만화가로 동서대학교 마케팅 학사과정을 수료하였다. 현재 네이버 만화에서 '오성X한음'으로 활동하고 있으며, 케이코믹스에서 '포천'을 연재하고 있다.